# Praça da Figueira

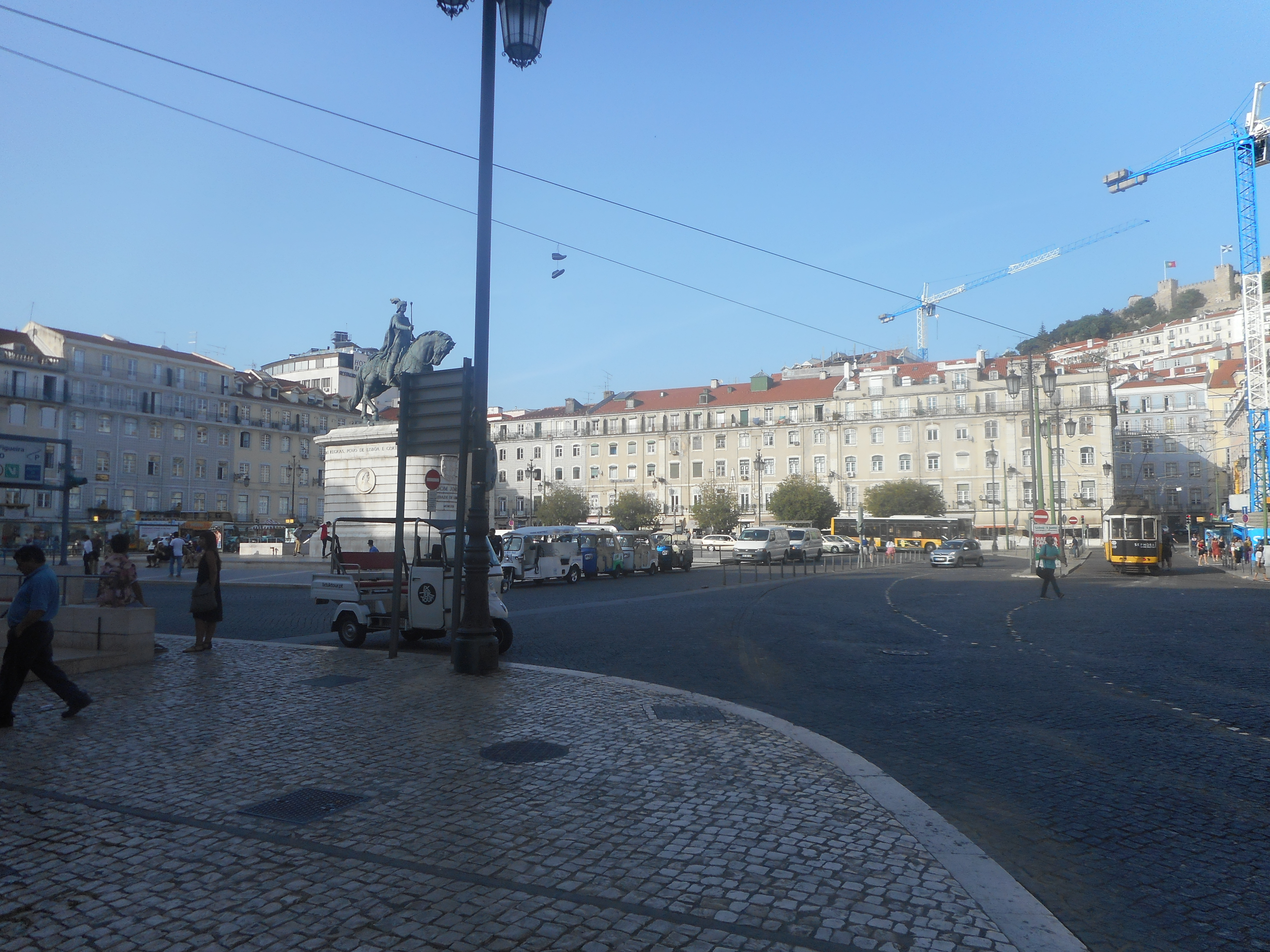
Praça da Figueira.

Praça da Figueira is een groot plein in de wijk Baixa Pombalina in Lissabon.
Het plein bevindt zich waar vroeger een groot ziekenhuis gebouwd was. Dit werd vernield in de aardbeving van 1755. Rond 1885 werd op het plein een overdekte marktplaats gebouwd, maar deze werd afgebroken in 1949. Op het plein is een bronzen standbeeld van Johan I van Portugal geplaatst. Het beeld werd gehouwen door Leopoldo de Almeida. In 2000 werd het plein voor de laatste keer gerenoveerd en het standbeeld werd van een centrale positie op het plein naar een hoek ervan verplaatst. In de gebouwen aan het plein zijn hotels, cafés en winkels te vinden. Praça da Figueira is ook een belangrijk verkeersknooppunt met een bushalte en een metrostation.